# Thaumaporatia apenninorum
Thaumaporatia apenninorum är en mångfotingart som beskrevs av Karl Wilhelm Verhoeff 1909. Thaumaporatia apenninorum ingår i släktet Thaumaporatia och familjen Mastigophorophyllidae. Inga underarter finns listade i Catalogue of Life.